# Fockea angustifolia
Fockea angustifolia es una especie de matorral suculento nativo de África, perteneciente al género Fockea, dentro de la familia Apocynaceae. Se distribuye desde el sureste de Kenia hasta el sur de África. 

## Descripción

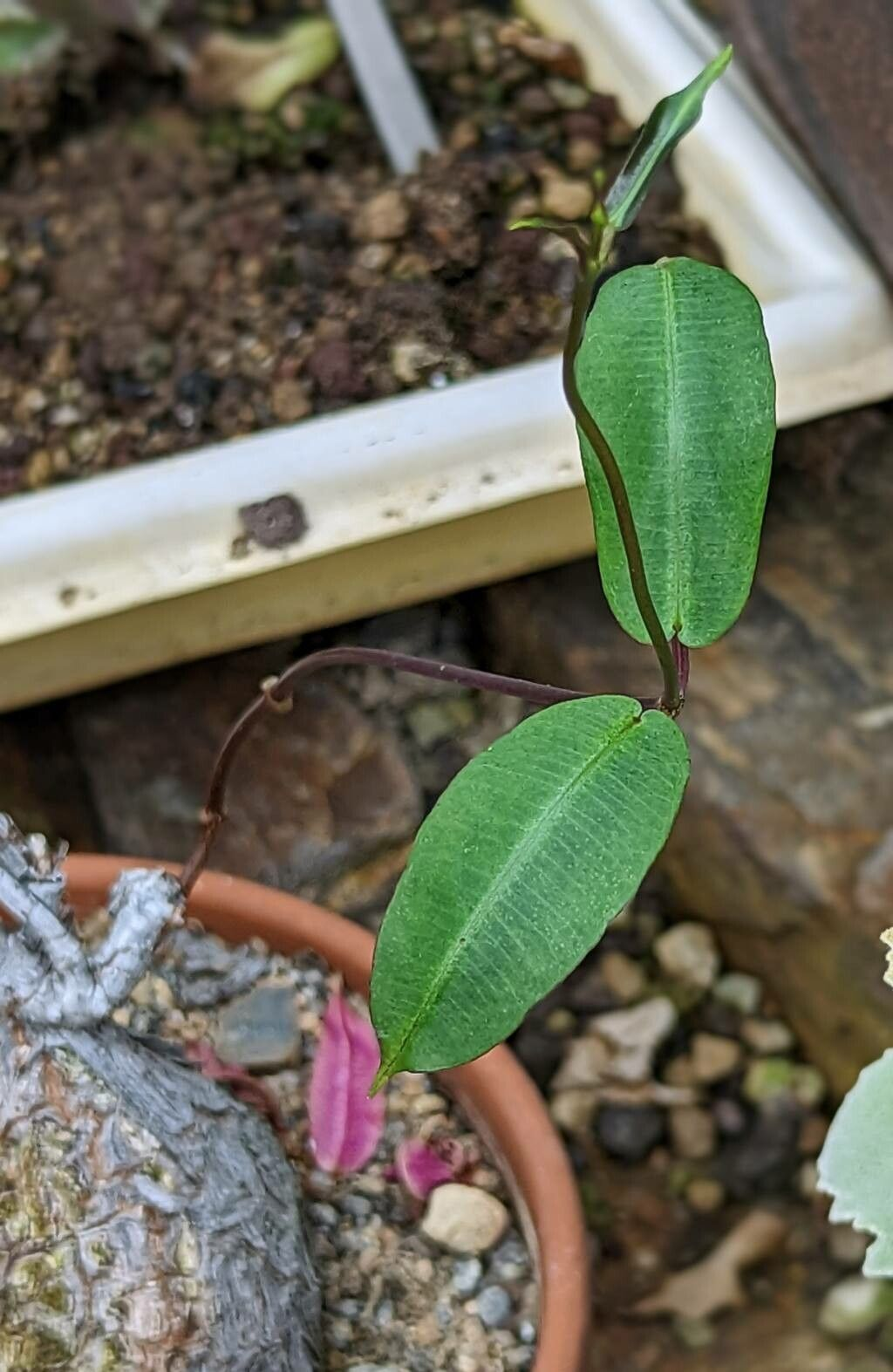
Detalle de las hojas

Fockea angustifolia es una planta caudiciforme que presenta tallos erectos o trepadores que crecen a partir de un tubérculo grande. Presenta una savia lechosa que se dice que es venenosa. Por ello es conveniente evitar el contacto con la piel o los ojos.
Los tallos son delgados y leñosos, y pueden crecer hasta 2 m de largo. Se sostienen enroscándose alrededor de otras plantas o estructuras de soporte. El tubérculo o raíz puede alcanzar hasta 25 cm de diámetro y 40 cm de largo. Las hojas son verdes, elípticas u ovadas, y pueden medir hasta 8 cm de largo y de 1 a 2,5 cm de ancho. 

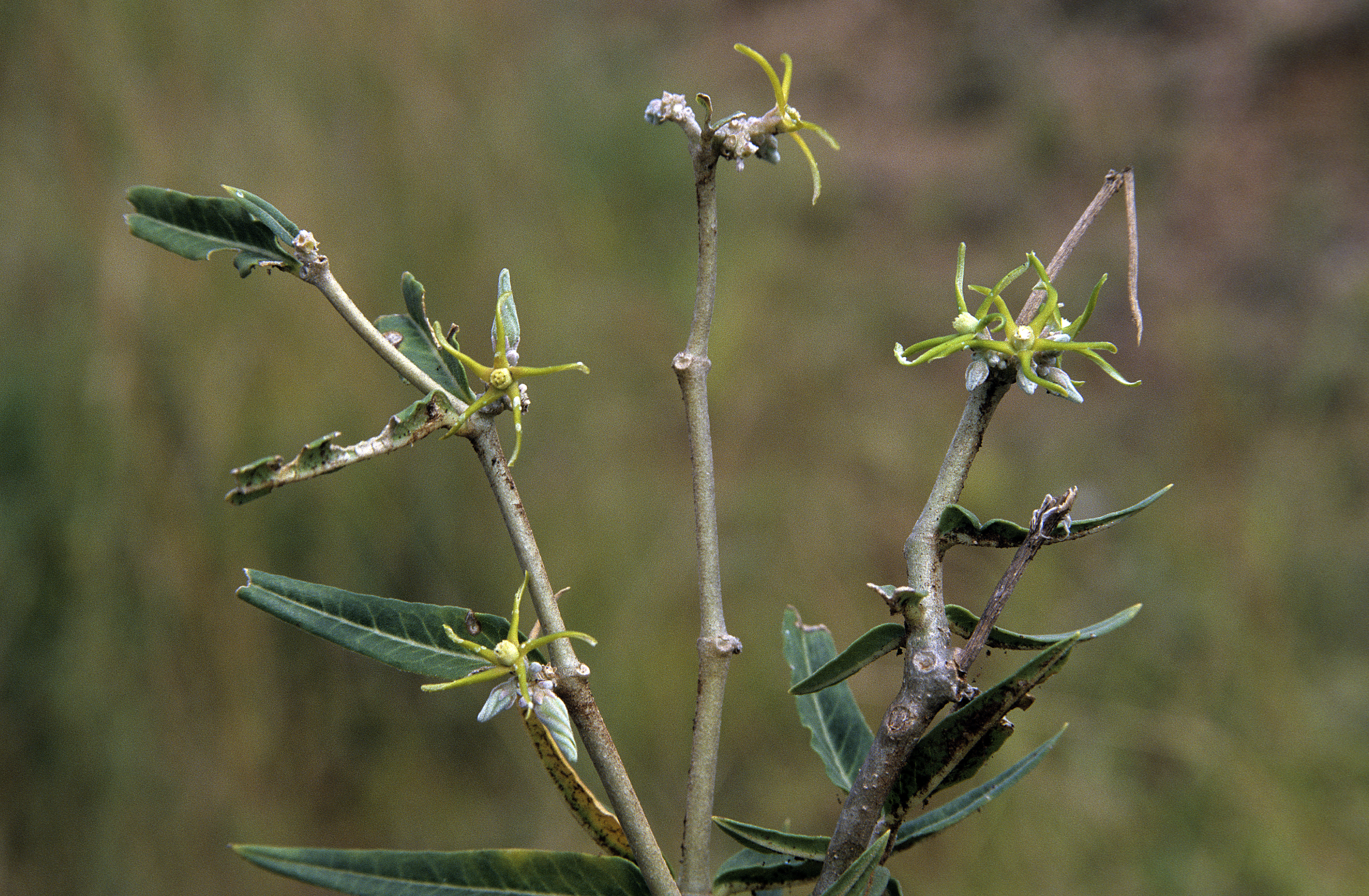
Detalle de las flores

Las flores aparecen desde finales de verano hasta principios de otoño. Tienen cinco lóbulos exteriores estrechos y retorcidos de color amarillo verdoso y lóbulos interiores blancos y más cortos.Se trata de una especie dioicas, por lo que se necesitan plantas tanto masculinas como femeninas para producir semillas.

## Distribución y hábitat
El área de distribución nativa de esta especie va desde el sureste de Kenia hasta el sur de África. Es una geófita tuberosa trepadora y crece principalmente en el bioma tropical estacionalmente seco. No soporta las heladas.

## Taxonomía
Fockea angustifolia fue descrita por el botánico alemán Karl Moritz Schumann y publicada por primera vez en la revista científica Botanische Jahrbücher für Systematik, Pflanzengeschichte und Pflanzengeographie 17: 146 en 1893.
Etimología
- Fockea: nombre genérico otorgado en honor al médico y naturalista alemán Gustav Woldemar Focke.
- angustifolia: epíteto específico que deriva de las palabras latinas 'angusti' (que significa 'estrecho') y 'folia' (que significa 'hojas'), haciendo referencia a las características hojas estrechas de esta especie.[3]

## Usos
Fockea angustifolia se cultiva principalmente como planta ornamental a partir de semillas, ya que la propagación vegetativa o por esquejes es difícil o imposible.
Además se puede usar como planta alimenticia, principalmente la raíz, la cual se puede comer cruda cuando es joven o cocida cuando es más vieja. Presenta una pulpa blanquecina, dulce, crujiente y acuosa con sabor a nuez. También se puede usar para hacer mermeladas y conservas. O para calmar la sed si te la encuentras en mitad del campo y no llevas agua encima.